# Samsung Galaxy A25 5G
Samsung Galaxy A25 5G（サムスンギャラクシー エートゥエンティーファイブ ファイブジー)は、サムスン電子が2025年2月27日に発売したAndroid搭載スマートフォンである。

## 概要
キャッチコピーは「見やすい、使いやすい。 あなたに寄り添うスマホ。」
Galaxy A25 5Gは海外でも販売されているが、日本版は仕様が異なる独自モデルとなっている。販売価格はおよそ2万2000円前後で、携帯キャリアの乗り換えキャンペーンを利用すると一括1円で購入できる場合もある。位置付けとしてはエントリーモデルのスマートフォンである。
海外版は6.5インチディスプレイにトリプルカメラを搭載しているのに対し、日本版は6.7インチディスプレイにデュアルカメラを搭載するなど、画面サイズやカメラ構成に大きな違いがある。

## 仕様
画面サイズは6.7インチで、SoCには、MediaTek製のMediaTek Dimensity 6100+を採用。
ディスプレイ解像度は1,600×720（HD+）。ディスプレイ最大表示色は約1,677万色リフレッシュレート最大60Hz。
カメラは広角カメラ5000万画素、マクロレンズ200万画素、インカメラ500万画素、デジタルズーム（最大10倍）の構成。
メモリ4GB、ストレージ64GBの内蔵ストレージのほか、外部ストレージ（最大1.5TB）にも対応する。
バッテリー容量は5000mAh。
生体認証は画面内指紋認証と顔認証に対応。耐水/防水PX5/IPX8、防塵IP6X　NFC・おサイフケータイにも対応する。
充電端子は、USB Type-Cを搭載する。
イヤホンジャックは非搭載であり、フィルムは別売りである。